# Supersypnoides simplex
Supersypnoides simplex är en fjärilsart som beskrevs av John Henry Leech 1900. Supersypnoides simplex ingår i släktet Supersypnoides och familjen nattflyn. Inga underarter finns listade i Catalogue of Life.